# Thesium gypsophiloides
Thesium gypsophiloides är en sandelträdsväxtart som beskrevs av Arthur William Hill. Thesium gypsophiloides ingår i släktet spindelörter, och familjen sandelträdsväxter. Inga underarter finns listade i Catalogue of Life.